# La Famille Guérin
Pour les articles homonymes, voir Guérin.
La Famille Guérin est une série télévisée française en six épisodes de 26 minutes, créée par Jean Paul Bathany, Bruno Nicolini, Alexandre Pesle et Frédéric Proust et diffusée entre le 13 juillet et 27 juillet 2002 sur Canal+. C'est une série créée à l'initiative de Michel Reynaud alors responsable des comédies de Canal+. Elle a clairement inspiré la série « Fais pas ci, fais pas ça ».

## Synopsis
Cette sitcom met en scène la famille Guérin chez qui les parents essaient d'inculquer aux enfants des valeurs… pas toujours très morales. Ainsi, la mère se soucie essentiellement de sa personne, le fils n'est intéressé que par l'argent tandis que le père est dépassé par les événements. Seule la fille fait preuve d'un comportement raisonnable.

## Acteurs
- François Cluzet : Julien Guérin
- Valérie Bonneton : Caroline Guérin
- Anna Mihalcea : Ludivine Guérin
- Maxime Baudouin : Stanislas Guérin
- François Monnié : Sili Lamantori

## Épisodes
1. Il faut assumer ses actes quand on fait une bêtise
2. Il faut avoir de la volonté pour réussir dans la vie
3. Il faut respecter le choix des enfants
4. Il faut s’appliquer dans la vie
5. Il faut prendre soin d’autrui
6. Il faut rendre service sans rien attendre en retour